# 단밀중학교
단밀중학교(丹密中學校)는 경상북도 의성군에 있었던 공립 중학교이다.

## 학교 연혁
- 1971년 7월 13일 단밀중학교 설립 인가
- 1972년 3월 4일 제1회 신입생 입학식
- 1975년 1월 16일 제1회 졸업식
- 1988년 2월 14일 제4회 과학교육 실적 우수교 표창(교육감)
- 1996년 2월 2일 학력 관리 우수교 표창(교육장)
- 2012년 3월 1일 제18대 김인영 교장 취임
- 2015년 2월 13일 제41회 졸업식(졸업생 5명, 총 3,071명)
- 2015년 3월 2일 2015학년도 신입생 입학식(신입생 10명)
- 2016년 2월 29일 안평중학교+단밀중학교+비안중학교 통합 및 기숙형 중학교 경북중부중학교로 통폐합[1], 44년만에 폐업

## 참고 자료
- 단밀중학교 - 한국교육학술정보원 학교알리미